# Chlorophytum radula
Chlorophytum radula är en sparrisväxtart som först beskrevs av John Gilbert Baker, och fick sitt nu gällande namn av Inger Nordal. Chlorophytum radula ingår i släktet ampelliljor, och familjen sparrisväxter. Inga underarter finns listade i Catalogue of Life.